# Hamlesch

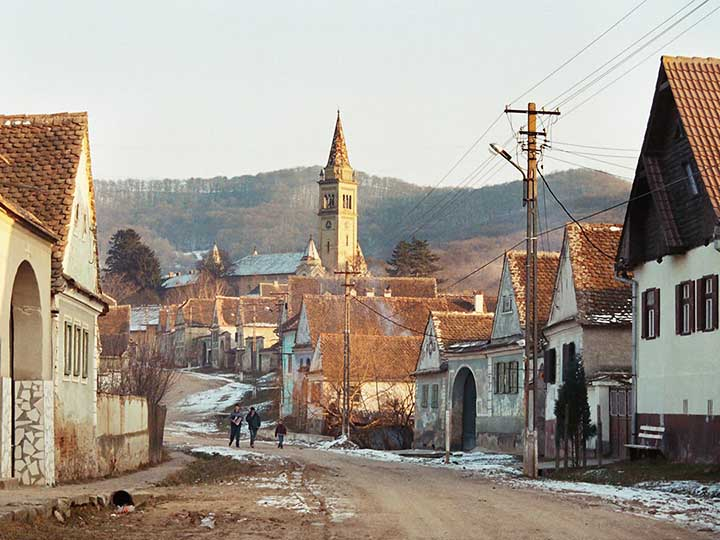
Zentrale Straße in Hamlesch

Hamlesch (rumänisch Amnaș veraltet Amlaș, siebenbürgisch-sächsisch Hamlesch oder Hamleš, ungarisch Omlás) ist ein Dorf in der Region Siebenbürgen in Rumänien.
Das Dorf ist nördlich der Nationalstraße DN1, zwischen Sebeș (Mühlbach) und Hermannstadt, im Unterwald gelegen. Politisch-administrativ gehört es heute zur Stadt Săliște (Selischte).

## Geschichte

Wappen der Heimatortgemeinschaft Hamlesch
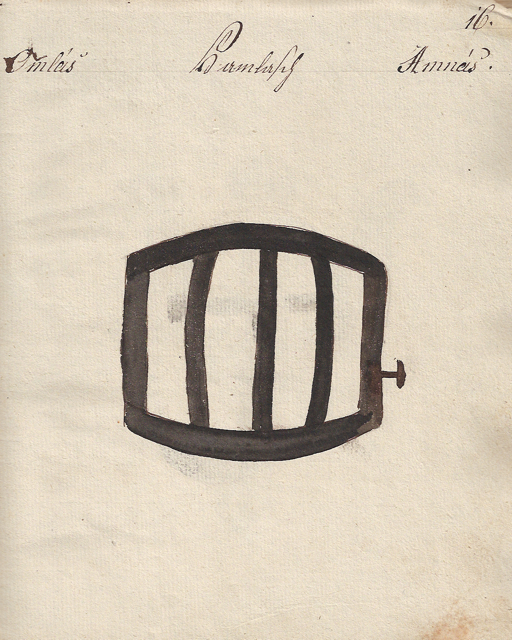
Altes Viehbrandzeichen von Hamlesch

### Ortsname
Der Ortsname Hamlesch stammt von dem ungarischen Wort „Omlás“, was „Rutschung“ bedeutet.
Weitere urkundlich bezeugte Namen sind:
- 1309 Omlas, Humlesz;
- 1378 Homlas;
- 1460 Omlus, Omlascha;
- 1492 Homlosch.

### Frühe Geschichte
Die Gründung von Hamlesch gehört sehr wahrscheinlich auch zur ersten Ansiedlungswelle deutscher Siedler, die zum Schutz der ungarischen Krone in den Jahren 1141–1161 von König Géza II. nach Siebenbürgen gerufen wurden. Erwähnt wird bereits bei den Tatareneinfällen (1242) „Das Städtchen vor dem dunklen Walde“, welches an einem Sonntag im April zerstört wurde und ca. 1 km vom jetzigen Ortskern entfernt liegt.
Die ehemals mehrheitlich von evangelischen Siebenbürger Sachsen bewohnte Ortschaft war namensgebend für das mittelalterliche „Hamlescher Lehen“ und fungierte vermutlich zeitweilig als dessen administrativer Hauptort. Das „Hamlescher Lehen“ wurde im 14. und 15. Jahrhundert vorübergehend an die Woiwoden der Walachei (unter anderem Mircea cel Bătrân) vergeben. Ab Ende des 15. Jahrhunderts war Hamlesch wieder Teil des siebenbürgisch-sächsischen politischen Einflussbereiches Hermannstadts.

### Neuere Geschichte
Anfang des 20. Jahrhunderts wanderten mehrere Hamlescher Familien nach Nordamerika aus. Schon während der Zeit des Sozialismus, besonders aber nach der politischen Wende von 1989 in Rumänien verließ der Großteil der deutschsprachigen Bevölkerung den Ort, um nach Deutschland zu ziehen.

## Sehenswürdigkeiten
- Die evangelische Kirche, im 19. Jahrhundert erbaut

## Persönlichkeiten
- Michael Klein (1959–1993), Fußballspieler